# Ashtabula furcillata
Ashtabula furcillata är en spindelart som beskrevs av Jocelyn Crane 1949. 
Ashtabula furcillata ingår i släktet Ashtabula och familjen hoppspindlar. Inga underarter finns listade.